# Tribromethanol
Tribromethanol (älter Tribromäthanol) ist eine chemische Verbindung aus der Gruppe der Alkohole. Es wird in der Veterinärmedizin als Sedativ zur intraperitonealen Injektionsnarkose von Nagetieren verwendet.
Tribromethanol wurde 1917 von Richard Willstätter entdeckt und als Avertin 1926/1927 von Fritz Eichholtz und Otto Butzengeiger zum ersten Mal klinisch, als rektales Narkotikum, angewendet. Martin Kirschner benutzte es 1929 erfolgreich zur intravenösen Narkose.

## Synthese
2,2,2-Tribromethanol wird durch Reaktion von Aluminiumethoxid und elementarem Brom hergestellt.

## Anwendungen
Tribromethanol wird als Konzentrat in einer Massenkonzentration von 55 % in tertiärem Amylalkohol unter dem Namen Avertin zur als Injektionsnarkose durchgeführten Avertinnarkose verwendet; dieses wird als 1,2–2,5 % Lösung in physiologischer Kochsalzlösung appliziert. Alternativ werden Tribromethanol mit Buprenorphin oder Ketamin mit Xylazin verwendet. Während die Toxizität gering und der therapeutische Index groß ist, wurde die narkotische Wirkung als variabel beschrieben.